# Mariano Díaz
Mariano Díaz Mejía (* 1. srpna 1993 Premià de Mar), známý jako Mariano, je profesionální fotbalista, který hraje na pozici útočníka za španělský klub Sevilla FC.
Hrál za reprezentaci Dominikánské republiky, ale odešel s nadějí, že bude moci reprezentovat Španělsko.

## Klubová kariéra

### Real Madrid
Krátce po seniorském debutu za tým Badalona přestoupil Mariano do španělského Realu Madrid. Do A-týmu se zpočátku nedostával vůbec, působil za C a B tým. V zápasech za „céčko“ nastřílel ve 46 zápasech 18 gólů. V duelech za B-tým se prosadil 32 krát ve 44 zápasech. Po fantastických výkonech v nižších kategoriích byl Mariano povolán do A-týmu bílého baletu. Jeho debut za seniorský tým přišel 27. srpna 2016 v zápase se Celtou Vigo, když při vítězství 2:1 v 77. minutě nahradil Álvara Moratu . 26. října 2016 dal svůj první gól za Real v zápase španělského poháru proti Leonese při výhře 7:1. V odvetném zápase vstřelil hattrick a přispěl tak k vítězství v celkovém skóre 13:2. S Realem se stal vítězem Ligy mistrů, španělské La Ligy a mistrovství světa klubů.

### Lyon
30. června 2017 Mariano přestoupil z Realu Madrid do francouzského týmu Olympique Lyon. Částka se měla pohybovat kolem 8 milionů eur plus 35 % z případného následného prodeje hráče do jiného týmu. Mariano debutoval 5. srpna v zápase 1. kola Ligue 1 proti Štrasburku. Při domácí výhře 4:0 vstřelil 2 góly. V dané sezóně vstřelil Mariano 18 gólů, když vytvořil trio společně s Memphisem Depayem a Nabilem Fekirem (první jmenovaný dal 19 gólů a druhý 18).

### Real Madrid (návrat)
29. srpna 2018 se Mariano vrátil zpět do Realu. Vzhledem k faktu, že Real měl právo na 35 % přestupní částky, byl přestup Mariana dohodnut na 23 milionů eur. Mariano podepsal 5letý kontrakt a vybral si číslo 7, které před ním nosil Cristiano Ronaldo, jenž odešel do Juventusu. První gól po návratu si připsal 19. září 2018 v zápase Ligy mistrů proti AS Řím. Na hřiště přišel v 73. minutě a uzavřel skóre na konečných 3:0. V 36 kole Primera División 2018/19 dal 2 góly Villarrealalu z toho druhý vítězný (3-2).

## Ocenění

### Klubová

#### Real Madrid
- 1x Liga Mistrů

- 2x Mistrovství světa klubů
- 1x Superpohár UEFA
- 3x Španělská liga
- 2x Španělský superpohár